# Windpark Düren-Echtz
Der Windpark Düren-Echtz befindet sich im nordwestlichen Stadtgebiet von Düren in Nordrhein-Westfalen südlich der Bundesautobahn 4 und besteht aus sechs Windkraftanlagen.

## Lage
Der Windpark liegt in den Gemarkungen Auf dem Gücken und Im Tal, am Rand des Stadtgebiets von Düren im Stadtteil Echtz, angrenzend an die Gemeinde Langerwehe und den Ortsteil Luchem. Der Braunkohletagebau Inden befindet sich mit seinem Erweiterungsgebiet unmittelbar nördlich, gegenüber der Bundesautobahn 4. Nördlich am Windpark führt eine Freileitungstrasse für Höchstspannung vom Kraftwerk Weisweiler zur Umspannanlage Oberzier vorbei.

## Geschichte
Pläne für den Windpark gibt es seit Anfang 2012. Mit einem im September 2012 erlassenen Bebauungsplan wies die Stadt Düren das Gebiet westlich von Echtz als Windkraft-Konzentrationszone aus.
Mit den Bauarbeiten für den Windpark wurde im Laufe des Jahres 2013 begonnen. Vor dem Beginn der Erdarbeiten wurde das Gelände archäologisch untersucht, zumal 2009/10 in unmittelbarer Nähe die Jungsteinzeitliche Siedlung bei Arnoldsweiler beim Ausbau der BAB 4 entdeckt wurde. Auch bei den Grabungen in Echtz fand man einige jungsteinzeitliche Artefakte.
Im Sommer 2013 begann die Errichtung der sechs Anlagen. Drei der Anlagen wurden durch die REA Firmengruppe aus Düren errichtet, die anderen drei durch die Firma Juwi AG für die Stadtwerke Aachen AG (STAWAG). Dabei stürzte am 19. November 2013 ein Montagekran um. Bis Dezember wurden die Anlagen fertiggestellt, sodass der Windpark im März 2014 in den Regelbetrieb gehen konnte. Bei den Anlagen handelt es sich um das Modell ENERCON E-101 des deutschen Windkraftanlagenherstellers Enercon. Jede Anlage hat eine Nennleistung von 3,05 MW bei einer Nabenhöhe von 135 m und einem Rotordurchmesser von 101 m.
Im Jahr 2019 wurde unmittelbar südwestlich an den Windpark angrenzend auf dem Gebiet der Gemeinde Langerwehe eine weitere Windkraftanlage des Typs Nordex N131/3600 mit einem Rotordurchmesser von 131 m und einer Gesamtleistung von 3,6 MW  errichtet. Bauherr ist die REA Firmengruppe aus Düren, Betreiber die Windenergie Langerwehe 1 GmbH & Co. KG.